# Sukita
Sukita é uma marca de refrigerante de laranja, originalmente comercializada na Bahia, e relançada no restante do Brasil no ano de 1976 através da aquisição da empresa baiana produtora de refrigerantes Fratelli Vita Indústria e Comércio S.A. pela Companhia Cervejaria Brahma, na ocasião, foram lançadas mais duas marcas o Guaraná Fratelli e a Gasosa Limão, assim, a Brahma passou a contar com importantes produtos em seu portfólio. Atualmente a marca Sukita faz parte da linha de refrigerantes que levam a marca da Antarctica consigo. O nome da marca tem origem na junção das palavras Suco e o sobrenome do fundador Giuseppe Vita

## Linha do tempo
- 1972 - a então empresa Baiana Fratelli Vita, detentora da marca Sukita associa-se à Companhia Brahma de Bebidas.[4]
- 1976 - as duas empresas relançam oficialmente para todo Brasil o refrigerante Sukita, com novo visual em garrafas de vidro retornável de 290 ml e vinculação nacional.[4]
- 1988 - foi lançada a embalagem descartável de 250 ml.[5]
- 1989 - houve um novo lançamento, a embalagem plástica descartável (garrafa PET) de 1 litro.[5]
- 1992 -  a Brahma lança uma série limitada de latas colecionáveis. As latas da Sukita apresentavam duas versões, Esportes Radicais Bicicross e Skate.[4]
- 1993 - é lançado a série de latas com o tema Sukita Patins e Vídeo Game.[6]
- 1994 - a Brahma lança uma nova série dedicada à Copa do Mundo dos Estados Unidos, com o título Cidades da Copa. As latas de Sukita, na época vinham estampadas com desenhos representando Chicago e Dallas.[6][7]
- 1996 -  a lata de Sukita teve seu visual modificado e foi lançada também a embalagem PET 2 litros.[4] No mesmo ano, ocorreu as Olimpíadas em Atlanta nos Estados Unidos e, novamente as latas de Sukita apareceram com desenhos representativos de 4 esportes: Futebol, Judô, Arco e Flecha e Ciclismo.[8] Após a copa, a empresa Brahma começou a desenvolver produtos na linha infantil, e lançou a série de latas com os personagens Power Rangers. A Sukita foi apresentada com estampas do Ninja Dourado e Cinza e, também, foi lançado a primeira temática Natal para uma lata de Sukita.[6][9]
- 1999 - a Sukita chega ao mercado nacional de roupa nova, um visual diferenciado e moderno direcionado ao público jovem.[8] O novo layout fez parte da estratégia global da AmBev no reposicionamento da marca. Ela voltou à mídia, apostando no bom humor, com a campanha do "Tio", em que um sujeito de meia-idade (Roberto Arduim) é rejeitado por uma bela adolescente (Michelly Machri) e o slogan "Quem bebe Sukita não engole qualquer coisa". O sucesso publicitário aumentou as vendas do produto após três anos fora da mídia.[10][11][12]
- 2000-  a marca ingressou nesse ano comemorando o sucesso publicitário alcançado no ano anterior, a Sukita realizou uma campanha invadindo as praias do litoral paulista com promoções diferenciadas. Durante todo o verão, equipes de promoters, uniformizados com o logotipo da Sukita e em carro personalizado, realizaram blitz nos pontos mais badalados das cidades, abordando o público e transmitindo ao vivo, pelas rádios locais, participantes da promoção. Em maio, foi lançada uma nova série de propagandas com os personagens o "tio" (Roberto Arduim) e sua vizinha adolescente (Michelly Machri).[13][14]
- 2006 - em setembro de 2006, a embalagem da Sukita ganhou novo design e as latas de 350ml chegaram ao mercado mais laranjas do que nunca, com logomarca nas cores verde e branco e uma laranja estilizada.[4]
- 2007 - em abril de 2007, foi lançada a Sukita Zero açúcar, com um sabor muito próximo da Sukita original.[15] Em Junho, do mesmo ano, a Sukita foi relançada com novo sabor morango e nova campanha, dessa vez com um Japonês Sukita como garoto propaganda.[16]
- 2008 - foi lançada a Sukita sabor uva para concorrer com a Fanta Uva.
- 2010 - foi lançada a Sukita grapefruit.[17][18]

## Variantes da Marca
Além do sabor de laranja, a marca Sukita de refrigerantes possuiu outras linhas que formam descontinuadas:
- Sukita Laranja Diet.
- Sukita Limão e Sukita Pomelo, versões exclusivas lançadas e comercializadas na Argentina em 2001.[19][20]

Atualmente as variantes comercializadas com a marca Sukita são:
- Sukita Laranja;
- Sukita morango;
- Sukita Uva;
- Sukita grapefruit;
- Sukita Framboesa. (encontrado no Paraná)